# Дом-аквариум (Челябинск)
Дом-аквариум — аквариум и террариум, расположенный в Металлургическом районе города Челябинска. Единственный подобный аквариум и террариум на территории Челябинской области. Челябинский дом-аквариум обладает уникальной коллекцией экспонатов морских и пресноводных рыб, а также насекомых и пресмыкающихся. Это сооружение включено в мировую книгу аквариумов.

## История
Челябинский аквариум был открыт 17 июня 1983 года в парке «Металлург» (ныне Детский парк культуры и отдыха имени О. И. Тищенко) города Челябинска. В аквариуме было представлено три постоянные экспозиции: морские и пресноводные рыбы, террариум, а так же зал, стилизованный под каюту корабля, где представлены различные экспонаты, создающие атмосферу морского судна. В центре главного зала первого этажа находится бассейн объемом в 3 тысячи литров, где плавает только крупная пресноводная рыба. В 2014 году здание дома-аквариума было отреставрировано, заменены все инженерные коммуникации, обновлены сами аквариумы. 29 октября 2014 года был открыт обновлённый аквариум. В настоящее время (2017 г.) экспозиция насчитывает более 80 видов рыб, 20 видов редких насекомых,змей, ящериц и черепах.

## Интересные факты
- Камни для аквариумов были специально добыты из морских глубин и доставлены в Челябинск в особых условиях. Благодаря этому живые организмы в камнях не погибли. Попав в воду, они выросли до нормальных размеров.
- В Дом-аквариум в 2015 году были завезены 38 японских карпов, которых может покормить с рук или из детской бутылочки любой посетитель.[3].

## Галерея

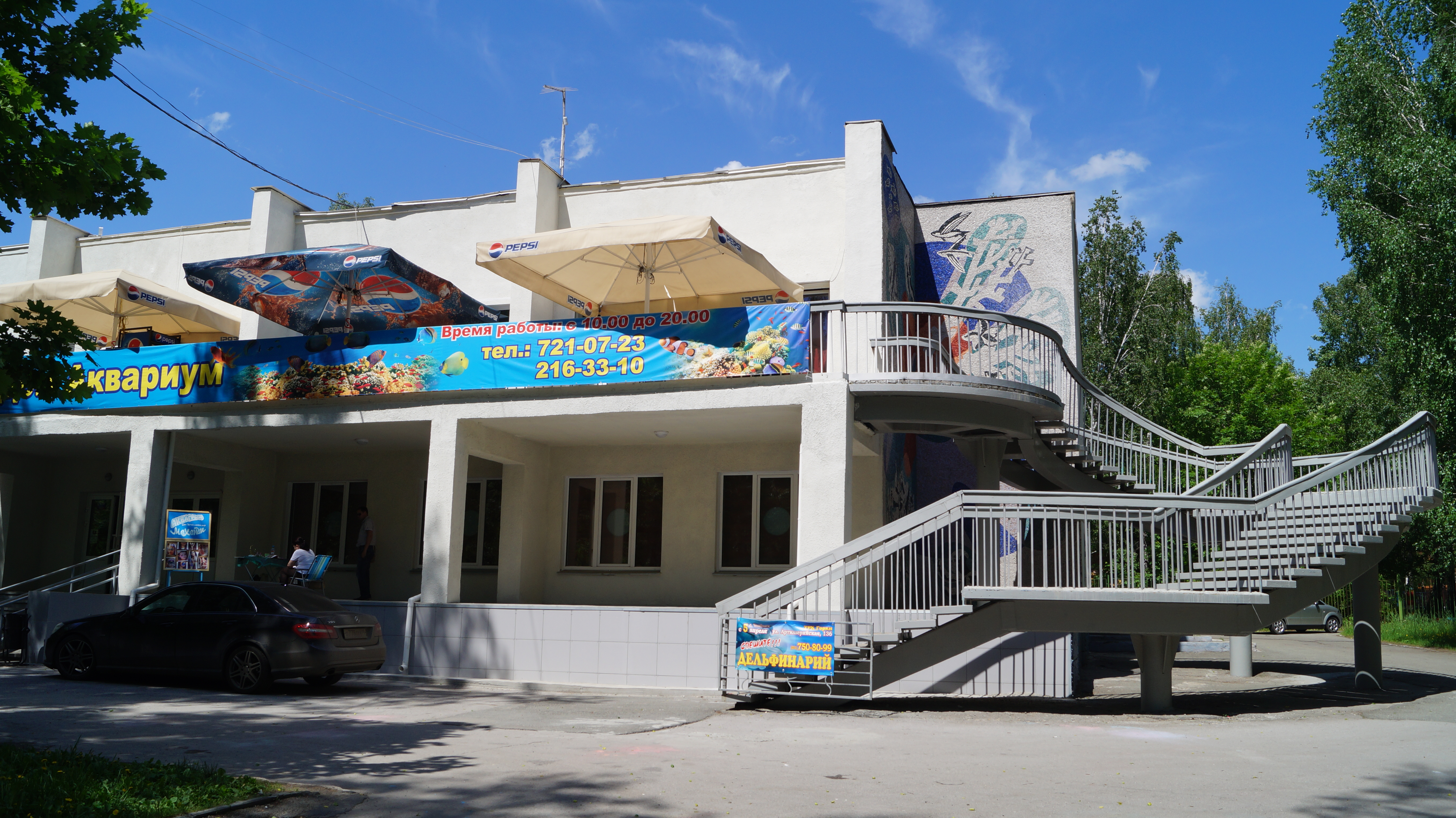
Здание дома-аквариума.
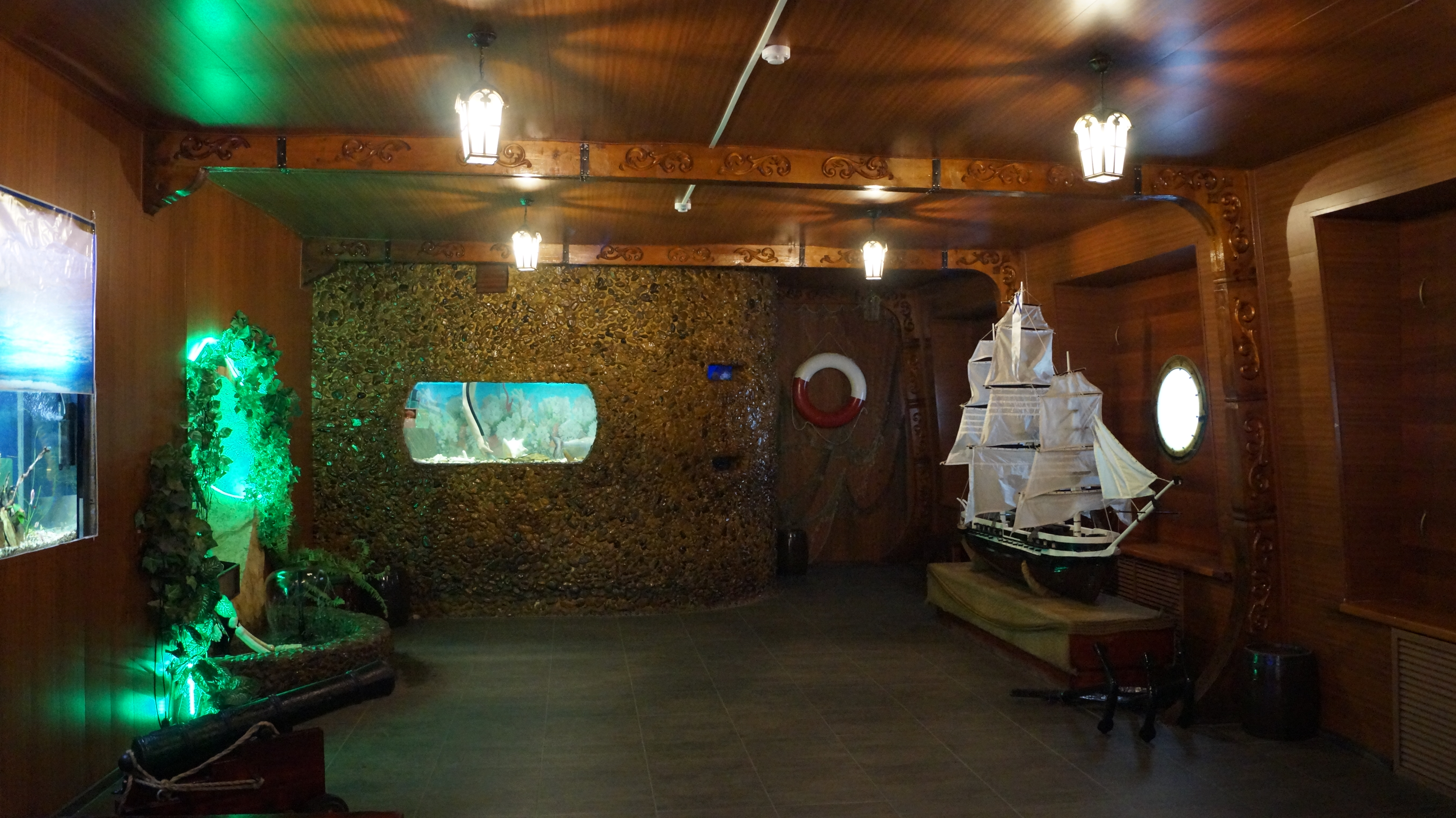
Зал дома-аквариума, стилизованный под каюту корабля